# 山本卓弥 (野球)
山本 卓弥（やまもと たくや、1997年9月3日 - ）は、宮崎県出身の社会人野球選手（外野手）。右投左打。

## 経歴
宮崎県出身。高校時代は鹿児島県の神村学園高等部でプレー。2年春の甲子園大会ではホームランを放つなど早いうちから活躍している。
大学は東都大学の亜細亜大学に進学。上級生時には打線の主軸として活躍し、4年秋にはプロ志望届けを提出するも指名漏れした。
大学卒業後は地元・九州のHonda熊本に入社し、プレーを続けている。2023年の社会人野球日本選手権九州地区予選では最高殊勲選手賞を受賞。同年度の社会人野球表彰で個人記録表彰の最多打点賞を受賞し、社会人ベストナインにも外野手として初選出された。